# Jacek Kościelniak
Jacek Zygmunt Kościelniak (ur. 9 października 1963 w Dąbrowie Górniczej) – polski polityk, urzędnik państwowy. Poseł na Sejm V kadencji, w 2007 sekretarz stanu w Kancelarii Prezesa Rady Ministrów, w latach 2007–2011 wiceprezes Najwyższej Izby Kontroli.

## Życiorys
Ukończył studia na Akademii Ekonomicznej w Katowicach. W latach 90. był głównym księgowym i specjalistą ds. finansowych, do 2004 wykładał w szkole bankowej działającej przy powiązanej ze SKOK-ami fundacji. Od 1998 do 2002 pracował jako dyrektor wydziału finansów w Śląskim Urzędzie Wojewódzkim, później w prywatnej firmie. Należał do założycieli powołanego w 2005 Śląskiego Instytutu Rozwoju Regionalnego w Katowicach, którego pracami współkierował do czasu uzyskania mandatu poselskiego.
W wyborach samorządowych w 1998 bezskutecznie ubiegał się o mandat radnego Dąbrowy Górniczej z listy Akcji Wyborczej Solidarność. W 2005 z listy Prawa i Sprawiedliwości uzyskał mandat posła w okręgu sosnowieckim liczbą 3765 głosów. Od 9 stycznia do 4 listopada 2007 był sekretarzem stanu w KPRM, pełniąc funkcje zastępcy szefa KPRM ds. społeczno-gospodarczych i wiceprzewodniczącego Komitetu Stałego Rady Ministrów.
W wyborach parlamentarnych w 2007 bez powodzenia ubiegał się o reelekcję. 4 listopada tego samego roku marszałek Sejmu Ludwik Dorn powołał go na stanowisko wiceprezesa Najwyższej Izby Kontroli, w związku z czym Jacek Kościelniak formalnie wystąpił z PiS. 2 sierpnia 2011 zrezygnował z obowiązków wiceprezesa NIK, pozostając pracownikiem tej instytucji.
W grudniu 2016 wszedł w skład rady nadzorczej Energi, a w styczniu 2017 został p.o. prezesa zarządu tej spółki. W lutym objął funkcję wiceprezesa zarządu ds. finansowych, pełnił ją do stycznia 2020.